# University of Wyoming
University of Wyoming är ett universitet som ligger i Laramie, Wyoming. Huvudcampus ligger på Laramie Plains, på en höjd av 2194 m ö.h. (7 220 fot), mellan Laramie Mountains och Snowy Range Mountains. Universitetet grundades i mars 1886, vilket var fyra år innan territoriet blev antaget som den 44:e staten. Det öppnades i september 1887. University of Wyomings placering är ovanlig i juridisk mening, då dess säte i delstaten är föreskrivet genom delstatens författning.

## Kända alumner
- Jerry Buss, affärsman, ägare till Los Angeles Lakers
- Dick Cheney, republikansk politiker, USA:s vicepresident 2001–2009.[6]
- W. Edwards Deming, ingenjör och statistiker.
- Dave Freudenthal, demokratisk politiker, Wyomings guvernör 2003–2011.
- Studenten Matthew Shepard blev offer för ett uppmärksammat hatbrott 1998, då han mördades på grund av sin homosexuella läggning.
- Alan K. Simpson, republikansk senator.